# هنري إرنست كيندال
هنري إرنست كيندال هو سياسي كندي، ولد في 18 مايو 1864 في كندا، وتوفي في 25 أغسطس 1949 في كندا. حزبياً، نشط في Progressive Party of Canada ‏. وقد انتخب نائب حاكم نوفا سكوشا ‏ (1942 – 1947).